# Stephan Turnovszky
Stephan Turnovszky (ur. 21 czerwca 1964 w Lucernie) – austriacki duchowny rzymskokatolicki, biskup pomocniczy Wiednia od 2008.

## Życiorys
Święcenia kapłańskie otrzymał 29 czerwca 1998 i został inkardynowany do archidiecezji wiedeńskiej. Pracował duszpastersko na terenie archidiecezji (m.in. jako proboszcz w Baden).
6 marca 2008 papież Benedykt XVI mianował go biskupem pomocniczym archidiecezji wiedeńskiej, ze stolicą tytularną Ancusa. Sakry biskupiej udzielił mu kard. Christoph Schönborn.